# 탄크레디

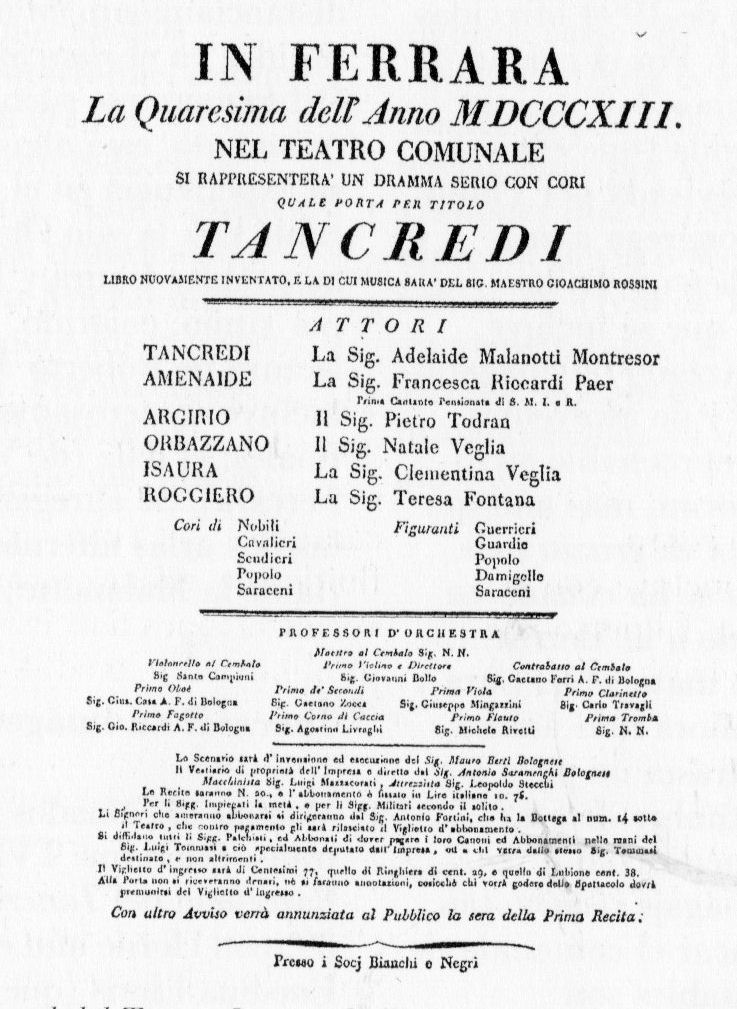

탄크레디(이탈리아어: Tancredi)는 조아키노 로시니에 의해 작곡된 2막의 오페라로, 볼테르의 희극 《탄크레드》를 기초로 루이지 레치가 이탈리아어 대본을 작성하였다. 이 작품은 1813년 2월 6일 베네치아의 라 페니체 극장에서 초연을 가졌다. 로시니는 처음에 행복한 결말로 이 작품을 작곡할 생각이었으나, 볼테르의 원작에 필적하기 위해서, 결국에 비극적인 결말로 변경하였다.

## 설정
장소: 시라쿠세의 시실리아 도시주
시간: 1005년

## 등장인물
- 탄크레디 (콘트랄토/메조소프라노), 추방된 시라쿠세의 병사
- 아메나이데 (소프라노), 귀족가의 딸로 탄크레디를 사랑한다
- 아르지리오 (테너) 아메나이데의 아버지; 그의 가문의 수장으로 오르바차노 가문과 전쟁 중이다.
- 이사우라 (콘트랄토), 아메나이데의 친구
- 루제로 (메조소프라노)
- 남성 합창단, 기사단, 귀족들, squires, 시라쿠세인들, 사라센인들
- 묵음의 등장인물, 시녀들, 용사들, 시동들, 호의병들 등

## 공연 역사
이 긴 오페라는 많은 이들에게 로시니의 가장 위대한 명작이라 여겨지고 있다. 탄크레디의 표제역은 너무나 요구하는 것이 많기에, 캐스팅의 큰 어려움을 가져왔다. 이는 강렬한 저음의 성역과 함께, 뛰어난 성악적 민첩함과 끈기력을 지닌 진정한 콘트랄토나 메조 소프라노를 요구한다. 탄크레디 역을 맡은 가수는 2개의 집중이 요구되는 아리아와 4개의 아리아를 불러야한다.
이 작품은 전설적인 메조소프라노 마릴린 혼인 이 역을 부활시키기 전까지, 오랫동안 경시되어왔다. 마릴린 혼은 이 오페라의 전체적인 음조에 더 일치한다고 인용하며, 비극적인 페라라 판본의 결말을 고집하였다. 사실 이 선율이 아름다운 오페라의 대부분의 음반들은 페라라 결말을 사용하며, 일부는 부가적인 트랙으로 베니치아 판본의 결말을 포함한다.

## 탄그레디의 음반들
1. Audio CD: 1978 (Warner Fonit) Gabriele Ferro conducting: Fiorenza Cossotto (Tancredi), Lella Cuberli (Amenaide), Werner Hollweg (Argirio), Nicola Ghiuselev (Orbazzano), Cappella Coloniensis
2. DVD: 1992 Live performance from the Schwetzingen Festspiele (Arthaus Musik) : Bernadette Manca di Nissa (Tancredi), Maria Bayo (Amenaide), Raul Gimenez (Argirio), Ildebrando D'Archangelo (Orbazzano), Katarzyna Bak (Isaura), Maria Pia Piscitelli (Roggiero)
3. Audio CD:1995 recital (Naxos) Alberto Zedda conducting: Ewa Podles (Tancredi), Sumi Jo (Amenaide), Stanford Olsen (Argirio), Pietro Spagnoli (Orbazzano), Anna Maria di Micco (Isaura), Lucretia Lendi (Roggiero)
4. Audio CD:1996 recital (RCA Victor) Roberto Abbado conducting: Vesselina Kasarova (Tancredi), Eva Mei (Amenaide), Ramon Vargas (Argirio), Harry Peeters (Orbazzano), Melinda Paulsen (Isaura), Veronica Cangemi (Roggiero). This recording has both endings in full.
5. DVD: 2003 (Kicco Classics): Tiziano Mancini conducting: Daniela Barcellona (Tancredi), Mariola Cantarero(Amenaide), Charles Workman (Argirio), Nicola Ulivieri (Orbazzano), Sonia Zaramella (Isaura), Daniela Pini (Roggiero)